# ذي إلدر سكرولز أونلاين
ذي إلدر سكرولز أونلاين (بالإنجليزية: The Elder Scrolls Online)‏، وتعني مخطوطات الشيخ على الإنترنت هي لعبة تقمص الأدوار كثيفة اللاعبين على الإنترنت مطورة من قبل شركة زيني ماكس أونلاين ستوديوز وتم نشرها في يوم 4 أبريل على مايكروسوفت ويندوز وأو إس 10 وستيم، هذه اللعبة في جزة من سلسلة ألعاب مخطوطات الشيخ الفنتازية في 9 يونيو 2015 تم إطلاق اللعبة على أجهزة بلاي ستيشن 4 إكس بوكس ون تحت عنوان ذا ايلدر سكرولز: تامريال أنليميتد وإحتلت المراكز ال10 الأولى ضمن أكثر ألعاب الفيديو مبيعاً في أغسطس وسبتمبر 2015.

## وصلة خارجية
- ذي إلدر سكرولز أونلاين على موقع IMDb (الإنجليزية)

- الموقع الرسمي